# 学校法人北翔大学
学校法人北翔大学（がっこうほうじんほくしょうだいがく）は、北海道の学校法人で、北海道江別市に拠点を置き、大学・短期大学を運営。2019年までは「学校法人浅井学園」と名乗っていた。「学校法人浅井学園」時代も含めて解説する。

## 概要
1939年に「学校法人浅井学園」として創立。2019年から学校法人名を名称変更し、現法人名となる。
なお、旧称「浅井学園」の名は、関連法人であり、幼稚園・専門学校を運営するために1971年に設立された「学校法人北海道浅井学園」が新・学校法人浅井学園へと改称し引き継いでいる。

## 沿革
- 1939年 - 北海ドレスメーカー女学園創立。財団法人北海ドレスメーカー女学園を設立。
- 1951年 - 準学校法人に改組・認可。
- 1957年 - 法人名を浅井学園に変更。
- 1962年 - 学校法人に改組・認可。
- 1963年 - 北海道女子短期大学を開学[2]。
- 1997年 - 北海道女子大学開学。
- 2019年 - 法人名を学校法人北翔大学に変更[3]。北海道ドレスメーカー学院の学校長を学校法人北海道浅井学園理事長が長きに務めていた関係もあり、法人名変更を機に同学院を学校法人浅井学園（北海道浅井学園から改称）へ移管[4]。

## 創立関係者
- 浅井淑子 (教育者)
- 浅井猛

## 法人関係者

### 歴代理事長
財団法人期
- 浅井淑子：初代、1939年～1951年

準学校法人・学校法人期
- 浅井猛：初代、1951年～1990年
- 浅井幹夫：2代目、1991年～2005年
- 鈴木弘泰[注 1]：3代目、2006年～2011年
- 鎌田昌市[注 2]：4代目、2011年～2017年
- 青木次郎[注 3]：5代目、2017年～

[注]: 経歴
1. ↑  前北海道庁副知事。退任後は北海道信用保証協会会長。
2. ↑  元北海道庁教育長、前北海道社会福祉事業団理事長。在任中より北海道子どもの国協会理事長。
3. ↑  元北海道庁公営企業管理者。北海道中小企業総合支援センター理事長。

### 歴代学園長
- 浅井淑子：初代、1957年～1980年
- 浅井猛：2代目、1990年～1991年

### 理事等
- 中田美知子：理事

## 設置校
現在設置している学校
- 北翔大学
- 北翔大学短期大学部

他の学校法人に移管した学校
- 札幌ファッションデザイン専門学校DOREME

## 本部所在地
- 札幌市（現・同市中央区）南1条西5丁目1番地（1939年～1950年）
- 札幌市南4条西16丁目2番5号（1950年～1963年）
- 江別市文京台23番地（1963年～）